# Tatiana Chauvin
Tatiana Marta Chauvin – polska prawnik, doktor habilitowany nauk prawnych, nauczyciel akademicki Uniwersytetu Warszawskiego, specjalistka w zakresie teorii prawa. Od 2015 Kierownik Katedry Filozofii Prawa i Nauki o Państwie WPiA UW

## Życiorys
W 2015 na Wydziale Prawa i Administracji Uniwersytetu Warszawskiego na podstawie dorobku naukowego oraz rozprawy pt. Homo iuridicus. Człowiek jako podmiot prawa publicznego, za którą otrzymała wyróżnienie w konkursie "Państwa i Prawa" na najlepsze rozprawy habilitacyjne, uzyskała stopień doktora habilitowanego nauk prawnych w zakresie prawa, specjalność: filozofia prawa. 
Została adiunktem Uniwersytetu Warszawskiego. Pracuje w Katedrze Filozofii Prawa i Nauki o Państwie Wydziału Prawa i Administracji UW. Specjalizuje się w teorii i filozofii prawa, metodologii nauk oraz bioetyce. 